# Silvio Craia
Silvio Craia (Corridonia, 28 febbraio 1937) è un artista e pittore italiano, noto anche per le sue opere di poesia visiva realizzate in collaborazione con Emilio Villa.

## Biografia

### Infanzia e studi
Silvio Craia nacque a Corridonia nel 1937, per frequentare poi l'Istituto d'Arte a Macerata. I suoi primi lavori sono soprattutto paesaggi dai colori chiari e slavati. Nel 1957, con opere di questo tipo partecipò al Premio Scipione a Macerata.

### 1962-1979: Tra arte informale e poesia visiva
Nel 1962, affascinato delle nuove tendenze moderniste iniziò un percorso artistico ispirato al nuovo linguaggio dell'arte informale che lo portò alla sua mostra del 1963 presso la Pinacoteca comunale di Macerata, curata da Goffredo Binni. Due anni dopo partecipò poi alla prima Triennale dell'Adriatico a Civitanova Marche, dove iniziò ad utilizzare il plexiglas assieme ad altri nuovi materiali che determinarono fortemente la sua opera futura, portandolo fino alla realizzazione delle sue prime Idrologie, che esporrà per la prima volta nel 1969 alla Galleria il Foglio di Roma, in una mostra che lo vedeva assieme ad Emilio Villa e Sante Monachesi. E proprio sulle Idrologie Villa osannò Craia sostenendo che "Craia solo possiede il segreto operante", tanto che i due inaugurarono un periodo di intensa collaborazione realizzando numerose opere di poesia visiva.
Nel 1977 partecipò alla mostra Documenti per un confronto curata da Elverio Maurizi a Tolentino, per poi dedicarsi temporaneamente all'organizzazione di rassegne e incontri d'arte.

### 1985-1995: Le nuove mostre e le mostre all'estero
Tra il 1985 ed il 1986 Silvio Craia viene invitato dal critico e curatore Carlo Melloni a Tempo cronologico e tempo esistenziale a Macerata e ad Arte astratta nelle Marche ad Ascoli Piceno. Nel 1987 partecipò alla mostra Astrazione per una situazione senza confini tenutasi a Treia e nel 1987 Al di la dell'Oggetto. Esperienze astratto-informali negli anni '50 e '60. Nel 1988 il curatore Enrico Crispolti lo inserisce in una mostra per l'Istituto italiano di cultura di Stoccolma, da cui inizia una lunga serie di mostre personali che toccano, tra le altre, Milano con la Galleria il Cannocchiale, Genova con la Cisterna di Santa Maria di Castello e Fabriano con la Galleria la Virgola. Nel 1989 il critico Massimo Bignardi lo inserì nella mostra Segmenti in movimento a Praga. Mentre nel 1991 Lucio del Gobbo selezionò le sue opere per la biennale d'arte contemporanea Premio Marche.

### Dal 2000 in poi
Nel 2005 il Comune di Macerata gli dedicò una ampia antologica che prese diversi spazi cittadini.
Nel 2017, sempre dopo una nuova antologica, il Comune di Macerata pubblicò il volume Silvio Craia: vigorose visioni! : mostra antologica.